# Sheffield Hallam University

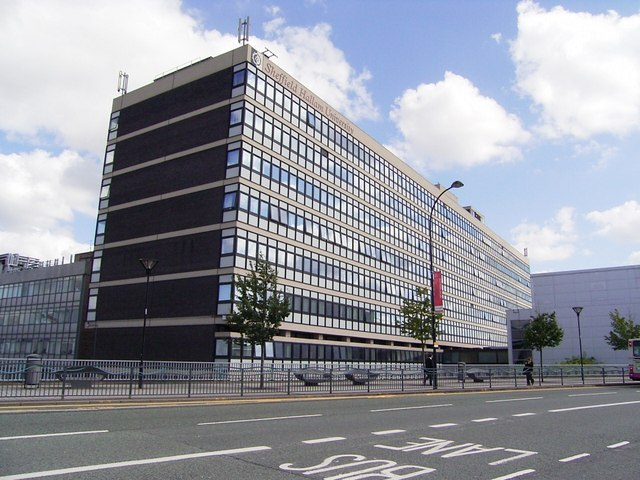
En av Sheffield Hallam Universitys byggnader (2007).

Sheffield Hallam University (SHU) i Sheffield är Englands tredje största universitet med över 33 000 studenter och 650 utbildningar. Wallace och Gromits skapare, animatören Nick Park, har gått på universitetet. Det blev universitet 1992 efter att ha varit en teknisk yrkeshögskola (polytechnic) sedan 1969.